# Oktobristenpartij
De Unie van 17 Oktober (Russisch: Союз 17 Октября, Sojoez 17 Oktjabrja), beter bekend onder de naam Oktobristenpartij (Russisch: Октябристы, oktjabristy), was een Russische partij die actief was in de periode 1905 tot 1917.

## Geschiedenis
De Oktobristenpartij werd gevormd naar aanleiding van het tijdens de Eerste Russische Revolutie van 1905 door tsaar Nicolaas II aanvaardde Oktobermanifest. Het Oktobermanifest voorzag in de omvorming van het autocratische keizerrijk Rusland in een semi-constitutionele monarchie. Een van de punten van het Oktobermanifest behelsde de stichting van een volksvertegenwoordiging, de Staatsdoema van het Russische Keizerrijk. De Oktobristenpartij was voorstander van de uitvoering van het Oktobermanifest en zag het als haar opdracht hier op toe te zien.
De aanhang van de Oktobristenpartij vond men onder de meer verlichte adel en grootgrondbezitters, industrialisten, zakenlieden en enkele bureaucraten.
Ofschoon voorstander van het constitutionalisme, bleek de partij veel minder radicaal en democratisch dan de Constitutioneel-Democratische Partij (KDP) van Pavel Miljoekov. Anders dan de Oktobristenpartij was de KDP klassiek-liberaal en ook niet voor de volle honderd procent monarchistisch, ofschoon de meeste KDP'ers, Miljoekov incluis, aanhangers waren van de monarchie. Wat de Oktobristenpartij en de KDP gemeen hadden was hun onwil om tegemoet te komen aan de autonomie-eisen van de niet-Russische volkeren in het Russische Keizerrijk.

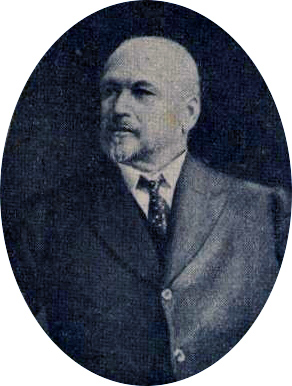
Michail Rodzjanko

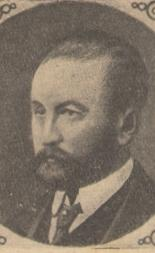
Aleksandr Goetsjkov

In 1906 werd Aleksandr Goetsjkov tot voorzitter van de Oktobristenpartij gekozen. Goetsjkov was een conservatief-liberale industrialist en overtuigd aanhanger van de constitutionele monarchie. Goetsjkov werd het bekendste gezicht van de Oktobristenpartij, gevolgd door de landedelman Michail Rodzjanko.
De Oktobristenpartij steunde de hervormingen van de premiers Sergej Witte en Pjotr Stolypin. De partij bekritiseerde echter wel het trage hervormingsproces onder de premiers.
Bij de verkiezingen voor de eerste (april-juni 1906) en tweede Staatsdoema (februari-juni 1907) deed de Oktobristenpartij het vrij slecht. Zij verwierf respectievelijk 17 en 32 zetels. De wijziging van de kieswet ten gunste van de adel en de grootgrondbezitters in 1907 leidde ertoe dat de Oktobristenpartij bij de verkiezingen voor de derde Staatsdoema (1907) haar zetelaantal zag toenemen tot 120 zetels.
Het uitblijven van hervormingen in de periode 1907 tot aan het einde van de monarchie in 1917 leidde ertoe dat de oppositie van de Oktobristen in het parlement wat harder werd.
Bij de verkiezingen voor de vierde Staatsdoema (1912) leed de Oktobristenpartij een nederlaag, maar bleef met 99 zetels de grootste fractie.
In juli 1914 stemden de oktobristen, net als andere burgerlijke partijen, voor de oorlogskredieten. Tijdens de Eerste Wereldoorlog stond de Oktobristenpartij een chauvinistische koers voor en steunde de regering.
In juli 1915 vormden de democratische chauvinistische partijen KDP, Progressieve Partij, de Nationalistische Partij en de linkervleugel van de Oktobristenpartij samen het Progressief Blok. Dit blok steunde voortzetting van de oorlog aan de zijde van de Entente. Aleksandr Protopopov, de vicevoorzitter van de Staatsdoema en lid van de linkervleugel van de Oktobristenpartij, werd in september 1916 door tsaar Nicolaas II benoemd tot minister van Binnenlandse Zaken. De benoeming viel aanvankelijk in goede aarde bij zijn collega's van het Progressieve Blok, maar toen bleek dat Protopopov zich ontpopte tot reactionair werd hij fel bestreden door de oktobristen.
Tijdens en na de Februarirevolutie (1917) speelden de oktobristen een belangrijke rol. Michail Rodzjanko, de voorzitter van de Staatsdoema, en Aleksandr Goetsjkov speelden een belangrijke rol bij de abdicatieonderhandelingen. Na het aftreden van tsaar Nicolaas op 15 maart 1917 trad de Oktobristenpartij toe tot de Voorlopige Regering. Goetsjkov werd minister van Oorlog en Marine en fel pleitbezorger van de voortzetting van de oorlog. Een andere oktobristische minister was Ivan Godnev. Op 5 mei 1917 traden de oktobristische ministers uit de Voorlopige Regering. Na de Oktoberrevolutie (1917), waarna de bolsjewieken de macht grepen, was de rol van de Oktobristenpartij uitgespeeld.
Tijdens de Russische Burgeroorlog (1918-1921) steunden de voormalige leden van de oktobristen de Witte Legers. Na de burgeroorlog weken veel voormalige oktobristen uit naar het buitenland. Personen als Goetsjkov en Rodzjanko speelden nog een rol onder de émigrés.

## Voorzitters van de Staatsdoema
De Oktobristenpartij leverde drie Doemavoorzitters: Nikolaj Chomjakov (1907-1910), Aleksandr Goetsjkov (1910-1911) en Michail Rodzjanko (1911-1917).

## Verkiezingsresultaten Oktobristen 1906-1912
| Doema              | Jaar | zetels |
| ------------------ | ---- | ------ |
| Eerste Staatsdoema | 1906 | 17     |
| Tweede Staatsdoema | 1907 | 32     |
| Derde Staatsdoema  | 1907 | 120    |
| Vierde Staatsdoema | 1912 | 99     |

## Leidende oktobristen
- Nikolaj Chomjakov - voorzitter van de Staatsdoema (1907-1910)
- Leonti Benois - Doemalid
- Pjotr Aleksandrovitsj Gejden - Doemalid
- Ivan Godnev - minister (1917)
- Aleksandr Goetsjkov - voorzitter van de Staatsdoema (1910-1911), minister (1917)
- Grigori Groem-Grzjimajlo - Doemalid
- Michail Kapoestin - vicevoorzitter Staatsdoema (1910-1912)
- Pavel Leopoldovitsj Korf - Doemalid
- Alexander von Meyendorff - vicevoorzitter Staatsdoema (1907-1909)
- Aleksandr Protopopov - vicevoorzitter Staatsdoema (1914-1916)
- Pavel Rjaboesjinski - Doemalid (tot 1915 voor de Oktobristenpartij)
- Michail Rodzjanko - voorzitter van de Staatsdoema (1911-1917)
- Sergej Sjidlovski - vicevoorzitter Staatsdoema (1909-1910)
- Sergej Varoen-Sekret - vicevoorzitter Staatsdoema (1913-1916)
- Nikolaj Sergejevitsj Volkonski - Doemalid

- Bibliothèque nationale de France: cb150595086 (data)
- Library of Congress Control Number: n82129797
- Nationale Bibliotheek van Tsjechië: ko20241236625
- Nationale Bibliotheek van Israël: 987007298203705171
- Système universitaire de documentation: 123360080
- Virtual International Authority File: 266453138